# Tercera División 2011-2012 (Spagna)
La Tercera División 2011-12 è il quarto livello del calcio spagnolo. Inizierà nell'agosto 2011 e si concluderà a fine giugno 2012 con la fase finale del play-off. Le prime 18 squadre eleggibili in ciascun gruppo giocheranno i playoff della promozione.
Il campione di ogni gruppo si qualificherà per la Coppa del Re 2012-13, più le migliori 14 seconde classificate. Se il campione o la seconda classificata sono una squadra di riserva, la prima squadra non qualificata si unirà al Coppa. In ogni gruppo, almeno tre squadre saranno retrocesse nelle divisioni regionali.

## Play-off
I play-off hanno stabilito quali squadre vengono promosse

### Primo turno
Prendono parte i club arrivati 5° nei rispettivi gironi.
| Squadra 1         | Totale    | Squadra 2  | Andata | Ritorno   |
| ----------------- | --------- | ---------- | ------ | --------- |
| Real Valladolid B | 1–3       | Loja       | 1–0    | 0–3       |
| Villarrobledo     | 1–2       | Constància | 0–0    | 1–2       |
| Yeclano           | 0–3       | Caudal     | 0–0    | 0–3 (dts) |
| Ejea              | 2–2 (gfc) | Arroyo     | 1–2    | 1–0       |
| Sanluqueño        | 0–2       | Prat       | 0–0    | 0–2       |
| Fuenlabrada       | 2–4       | Marino     | 1–2    | 1–2       |
| SD Logroñés       | 4–3       | Peña Sport | 4–0    | 0–3       |
| Laudio            | 1–4       | Ourense    | 1–3    | 0–1       |
| Catarroja         | 0–4       | Noja       | 0–2    | 0–2       |

### Secondo turno
Prendono parte i club vincitori del turno precedente, i 2°, i 3° e 4° dei rispettivi gironi.
| Squadra 1           | Totale        | Squadra 2           | Andata | Ritorno   |
| ------------------- | ------------- | ------------------- | ------ | --------- |
| Villaralbo          | 1–5           | Real Madrid C       | 0–1    | 1–4       |
| Maracena            | 1–4           | Águilas             | 0–1    | 1–3       |
| Utebo               | 5–6           | Izarra              | 3–2    | 2–4 (dts) |
| Coria               | 2–2 (gfc)     | Real Avilés         | 0–0    | 2–2       |
| Albacete B          | 0–1           | Binissalem          | 0–0    | 0–1       |
| Pontevedra          | 0–3           | Espanyol B          | 0–0    | 0–3       |
| Parla               | 1–4           | Barakaldo           | 0–2    | 1–2       |
| Pobla de Mafumet    | 3–2           | Laredo              | 2–1    | 1–1       |
| Montuïri            | 4–2           | Alfaro              | 1–1    | 3–1 (dts) |
| Tuilla              | 3–5           | Real Ávila          | 2–1    | 1–4       |
| Don Benito          | 1–2           | CE Estepona         | 1–1    | 0–1       |
| Cayón               | 1–2           | Alondras            | 1–0    | 0–2       |
| La Hoya             | 0–0 (4-3 dcr) | Díter Zafra         | 0–0    | 0–0 (dts) |
| Beasain             | 4–5           | Levante B           | 3–3    | 1–2       |
| Alzira              | 1–2           | Sariñena            | 0–1    | 1–1       |
| Vera                | 3–1           | Almansa             | 2–0    | 1–1       |
| Mutilvera           | 1–1 (gfc)     | San Fernando CD     | 1–1    | 0–0       |
| Azuqueca            | 2–3           | Tudelano            | 1–1    | 1–2       |
| Leonesa             | 2–2 (gfc)     | Racing Santander B  | 2–2    | 0–0       |
| Llosetense          | 3–1           | Langreo             | 1–0    | 2–1       |
| Extremadura UD      | 2–1           | Haro Deportivo      | 2–0    | 0–1       |
| Cuarte Industrial   | 0–3           | Cerceda             | 0–2    | 0–1       |
| Racing Cartagena MM | 1–2           | Portugalete         | 1–1    | 0–1       |
| Manlleu             | 4–3           | Las Palmas Atlético | 2–2    | 2–1       |
| Puerta Bonita       | 2–3           | Muro                | 1–1    | 1–2       |
| Mairena             | 3–3 (gfc)     | Marbella FC         | 3–1    | 0–2       |
| Varea               | 1–2           | Tenisca             | 0–1    | 1–1       |

### Terzo turno
Prendono parte i club vincitori del turno precedente e 1° dei rispettivi gironi.
| Squadra 1          | Totale | Squadra 2           | Andata | Ritorno   |
| ------------------ | ------ | ------------------- | ------ | --------- |
| Coria              | 3–1    | Real Valladolid B   | 3–0    | 0–1       |
| Pobla de Mafumet   | 4–1    | Ejea                | 2–0    | 2–1       |
| La Hoya            | 1–3    | Catarroja           | 0–0    | 1–3       |
| Montuïri           | 2–5    | Atlético Sanluqueño | 1–1    | 1–4       |
| Vera               | 1–8    | Peña Sport          | 1–3    | 0–5       |
| Tudelano           | 4–3    | Villarrobledo       | 2–1    | 2–2       |
| Muro               | 0–7    | Yeclano             | 0–4    | 0–3       |
| Cerceda            | 2–3    | Fuenlabrada         | 2–1    | 0–2       |
| Llosetense         | 1–4    | Laudio              | 1–1    | 0–3       |
| Portugalete        | 4–5    | Águilas             | 2–2    | 2–3 (dts) |
| Manlleu            | 1–2    | Binissalem          | 1–1    | 0–1       |
| Racing Santander B | 1–0    | Alondras            | 1–0    | 0–0       |
| Extremadura UD     | 4–2    | Espanyol B          | 2–1    | 2–1       |
| Marbella FC        | 1–4    | Real Madrid C       | 1–2    | 0–2       |
| Sariñena           | 1–4    | Izarra              | 0–1    | 1–3       |
| San Fernando CD    | 3–0    | Levante B           | 2–0    | 1–0       |
| CE Estepona        | 3–4    | Tenisca             | 1–3    | 2–1       |
| Real Ávila         | 0–1    | Barakaldo           | 0–0    | 0–1       |

### Ultimo turno
Prendono parte i club vincitori del turno precedente.
| Squadra 1          | Totale        | Squadra 2           | Andata | Ritorno   |
| ------------------ | ------------- | ------------------- | ------ | --------- |
| Pobla de Mafumet   | 2–2 (4-5 dcr) | Yeclano             | 2–1    | 1–2 (dts) |
| Coria              | 0–4           | Fuenlabrada         | 0–3    | 0–1       |
| Extremadura UD     | 1–3           | Atlético Sanluqueño | 0–1    | 1–2       |
| Tudelano           | 5–0           | Catarroja           | 4–0    | 1–0       |
| Racing Santander B | 2–2 (gfc)     | Peña Sport          | 1–2    | 1–0       |
| San Fernando CD    | 3–0           | Laudio              | 2–0    | 1–0       |
| Real Madrid C      | 1–5           | Binissalem          | 0–2    | 1–3       |
| Barakaldo          | 1–1 (gfc)     | Águilas             | 0–0    | 1–1       |
| Izarra             | 0–0 (4-2 dcr) | Tenisca             | 0–0    | 0–0 (dts) |

| Promossi in Segunda División B | Promossi in Segunda División B | Promossi in Segunda División B | Promossi in Segunda División B | Promossi in Segunda División B | Promossi in Segunda División B | Promossi in Segunda División B | Promossi in Segunda División B | Promossi in Segunda División B |
| ------------------------------ | ------------------------------ | ------------------------------ | ------------------------------ | ------------------------------ | ------------------------------ | ------------------------------ | ------------------------------ | ------------------------------ |
| Tudelano                       | San Fernando CD                | Fuenlabrada                    | Barakaldo                      | Izarra                         | Binissalem                     | Peña Sport                     | Yeclano                        | Atlético Sanluqueño            |